# Tibetische Literatur
Der Begriff tibetische Literatur wird unterschiedlich definiert:
- Definition nach Sprache: Tibetische Literatur bezeichnet die in Tibetischer Schriftsprache verfasste sowie die den zahlreichen tibetischen Dialekten mündlich überlieferte Literatur. Tibetischsprachige Literatur ist vorwiegend in Tibet vorherrschend. Sie ist auch in der Mongolei, in Indien, Nepal, Bhutan, Sikkim und in der tibetischen Exilgemeinschaft Indiens verbreitet. Ein wichtiger Teil der tibetischsprachigen Literatur besteht aus Übersetzungen buddhistischer Literatur aus indischen Sprachen (Sanskrit), die weitaus überwiegende Mehrzahl der tibetischen Texte sind aber Ritualtexte, autochthone Kommentare, philosophische Abhandlungen, wissenschaftliche Abhandlungen sowie insbesondere Biografien und Werke der Geschichtsschreibung. Ferner beinhaltet tibetischsprachige Literatur auch viele Mythen, Sagen, Märchen, Legenden, Gedichte, Lieder, Opernlibretti und Sprichwörter.
- Definition nach geografischer Region: Literatur aus Tibet und anderen von Tibetern bewohnten Regionen (s. o.).
- Definition nach Ethnie: In einer anderen Definition von tibetische Literatur werden auch Texte, die von Tibetern in anderen Sprachen – insbesondere im Chinesischen und Englischen – verfasst werden als tibetische Literatur bezeichnet.
- Definition nach Thematik: In der Volksrepublik China gehören zudem Texte mit besonderem Tibetbezug – unabhängig von ihrer Herkunft – zur tibetischen Literatur.

## Tibetische Volksliteratur

### Gesar-Epos

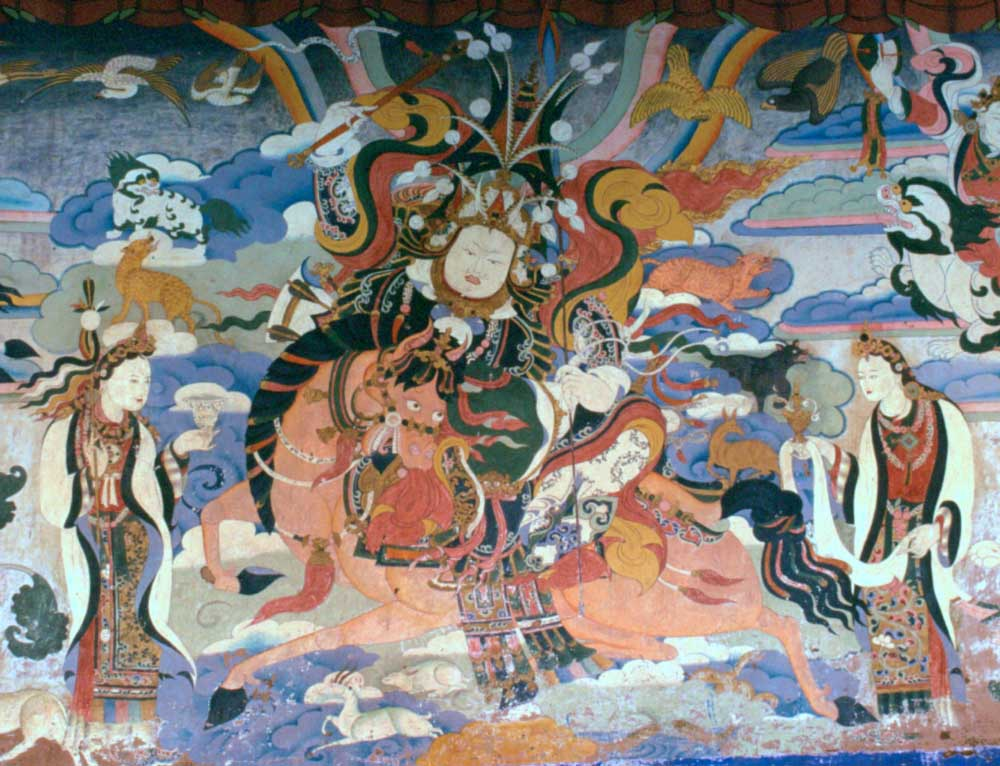
König Gesar (Wandmalerei; anonym)

Die tibetische Volksliteratur (tib.: dmangs sgrung) zeichnet sich durch eine bis in die jüngste Zeit überwiegend mündliche Überlieferung aus.
Die Hauptmasse sind Märchen, Sagen und Schwänke. Von Bedeutung ist das Gesar-Epos, dessen Heldengesänge auch von sogenannten professionellen „Barden“ auf Volksfesten vorgetragen wurden und werden. Die verschiedenen Versionen sind häufig, jedoch nicht alle, buddhistisch überprägt. Das Gesar-Epos gilt auch als das tibetische Nationalepos.

### Onkel Tönpa
In den Alltagserzählungen nehmen die Geschichten von Onkel Tönpa (tib.: a khu ston pa) eine überragende Stellung ein. Obschon in Tibet jeder Erwachsene und jedes Kind diese Geschichten kennt, ist die Figur im Westen relativ unbekannt – wohl wegen ihrer teilweise derben, nicht in das übliche Tibet-Klischee passenden Inhalte. Zahlreiche dieser Erzählungen weisen sexuelle Inhalte auf: So versucht Onkel Tönpa meist mit Frauen aus den verschiedensten Gesellschaftsschichten (Königstochter, Nachbarin, Nonnen) zu schlafen und muss dabei gesellschaftliche Regeln umgehen. Im Vordergrund steht dabei seine immer listige Vorgehensweise.

### Verrückte Yogis
Damit nur entfernt verwandt sind beliebte Geschichten von sogenannten „Verrückten Yogis“, wie z. B. Drugpa Künleg (tib.: ’brug pa kun legs) oder dem in Tibet wohl bekanntesten buddhistischen Meister Milarepa (tib.: rje btsun mi la ras pa), welche durch oft sehr unkonventionelles Verhalten den Menschen Belehrungen geben, mit dem Ziel, deren Begierden und sonstigen Störgefühle aufdecken. Auch hier handelt es sich zum Teil um sexuelle Inhalte, wobei aber auch beim Leser kein Vergnügen, sondern eher Abkehr entstehen soll. Daneben gibt es längere Märchen und kürzere, meist lustige Geschichten, deren Witz dem europäischen Zuhörer mitunter nicht spontan klar wird.

## Epochen tibetischer Literatur
Die exakten Grenzen zwischen den einzelnen Epochen tibetischer Literatur sind noch umstritten, insbesondere weil die genaue Datierung von Texten oft schwierig ist. Die sogenannte Terma-Literatur, Texte die entweder physisch oder aber in Visionen wiederentdeckt werden, wird beispielsweise meist Autoren zugeschrieben, die vor der Zeit der Textentstehung gelebt haben. Die Zeit der Textentstehung und die sprachliche Gestalt der Texte machen dann jedoch eine Zuordnung beispielsweise zur klassischen Literatur möglich.

### Alte Literatur (bis 950)
Die Epoche alte Literatur umfasst alle Literatur, die in etwa bis zum Ende der tibetischen Königszeit verfasst wurde.

#### Entwicklung der tibetischen Schrift
Mit der zunehmenden Bedeutung des Buddhismus kam es unter dem Herrscher Songtsen Gampo im Jahr 632 zur Entwicklung einer tibetischen Schrift auf der Grundlage einer indo-iranischen Schrift durch den Minister Thonmi Sambhota. Gleichwohl der Ursprung der Schrift nicht bewiesen ist, haben manche Autoren auf die große Ähnlichkeit mit der khotanesischen Schrift in Zentralasien hingewiesen, ein Gebiet, das damals zum tibetischen Imperium gehörte und auch einen tibetischen Bevölkerungsanteil hatte. Aufgrund mehrerer Argumente kann man annehmen, dass die Schrift vermutlich in Zentralasien auf Basis eines dortigen Dialekts entwickelt und nach Zentraltibet bereits voll entwickelt eingeführt wurde. Der früheste Schriftgebrauch in Zentralasien war eindeutig administrativ und geschichtsschreibend. Dass man dabei zum Teil chinesische Texte mit tibetischer Schrift verfasst hat (und umgekehrt), ist ebenfalls hochinteressant für die historische Sprachwissenschaft.

#### Die Mahavyutpatti
Ein bedeutendes Werk des 9. Jahrhunderts ist die Mahāvyutpatti, ein sanskrit-tibetisches Wörterbuch buddhistischer Terminologie, das unter König Thri Relpacen (tib.: khri ral pa can) angefertigt wurde.

#### Dunhuang
In der Oasenstadt Dunhuang wurde etwa im Jahr 950 eine große Bibliothek mit u. a. tibetischen, uigurischen und chinesischen buddhistischen Texten eingemauert, um sie der Vernichtung durch Muslime zu entziehen. Die tibetischen Texte aus den Dunhuang-Grotten und aus Hotan gelten als die ältesten erhaltenen tibetischen Bücher überhaupt.
Auch die Vernichtung der buddhistischen Literatur von Gandhara und Indien (vgl. Nalanda) kann weitenteils nur von der tibetischen Übersetzungsliteratur abgedeckt werden. Die alte tibetischsprachige Literatur gilt als die bei weitem vollständigste Überlieferung buddhistischer Traditionen, die sich darüber hinaus bis zur Mitte des 20. Jahrhunderts in einer religiösen splendid isolation auf höchstem Niveau erhalten konnten.

### Klassische Literatur (11. Jh.–1950)
Die Epoche der klassischen Literatur umfasst den Großteil der tibetischen Texte, die während der sogenannten zweiten Verbreitung seit der Jahrtausendwende entstanden sind.
Die Beschreibung und teilweise Umdeutung der grammatischen Regeln nach Thonmi Sambhota mit dem Ziel, alte Texte verständlich zu machen oder korrekter zu schreiben, bildet einen nicht unbeträchtlichen Bestandteil der klassischen Literatur.

#### Textkomposition

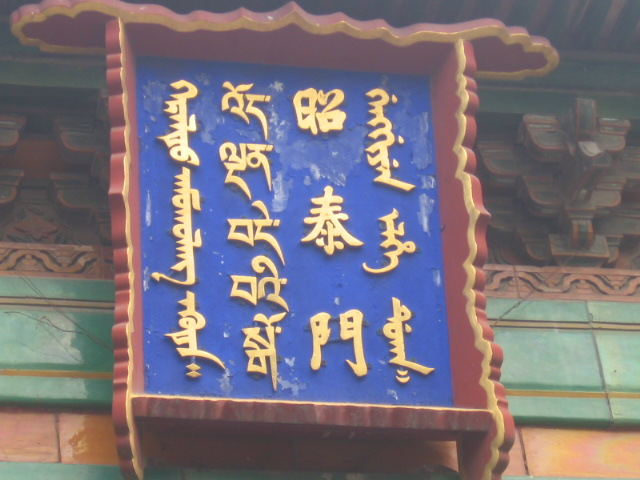
Mongolische, tibetische, chinesische und mandschurische Schrift an einem der Eingänge des Lamatempels in Peking

Sakya Panditas (1182–1251) Prinzipien der indo-tibetischen Scholastik (tib.: mkhas pa 'jug pa'i sgo) und die Übersetzung Dandins Spiegel der Poesie (Kavyadarsha; tib.: snyan ngag gi me long) markieren die Einführung normativer Regeln der Textkomposition, die bis 1950 Gültigkeit behalten sollten.
Dem sechsten Dalai Lama Tshangyang Gyatsho werden zahlreiche Gedichte (tib.: snyan ngag) oft weltlichen Inhalts von großer Poesie zugeschrieben. Er hatte seine Mönchsgelübde zurückgegeben und sich auch bald aus den Regierungsgeschäften zurückgezogen.

#### Buddhistische kanonische Literatur

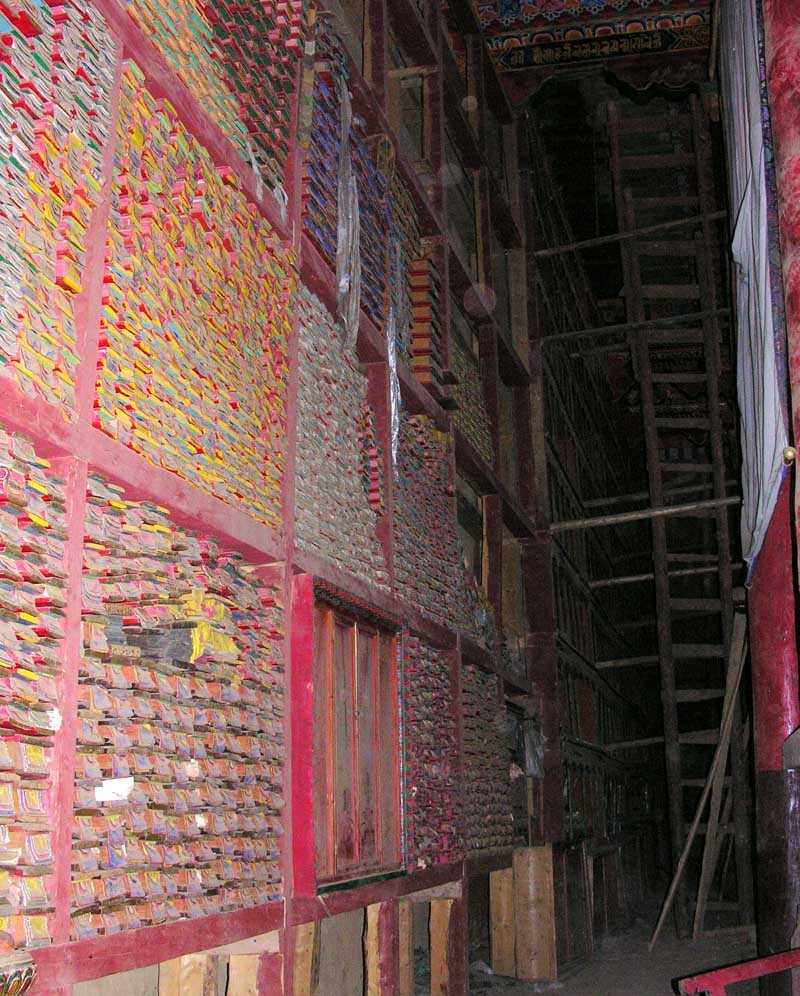
Kanjur und Tanjur in einer Klosterbibliothek

##### Biografien und religiöse Gesänge

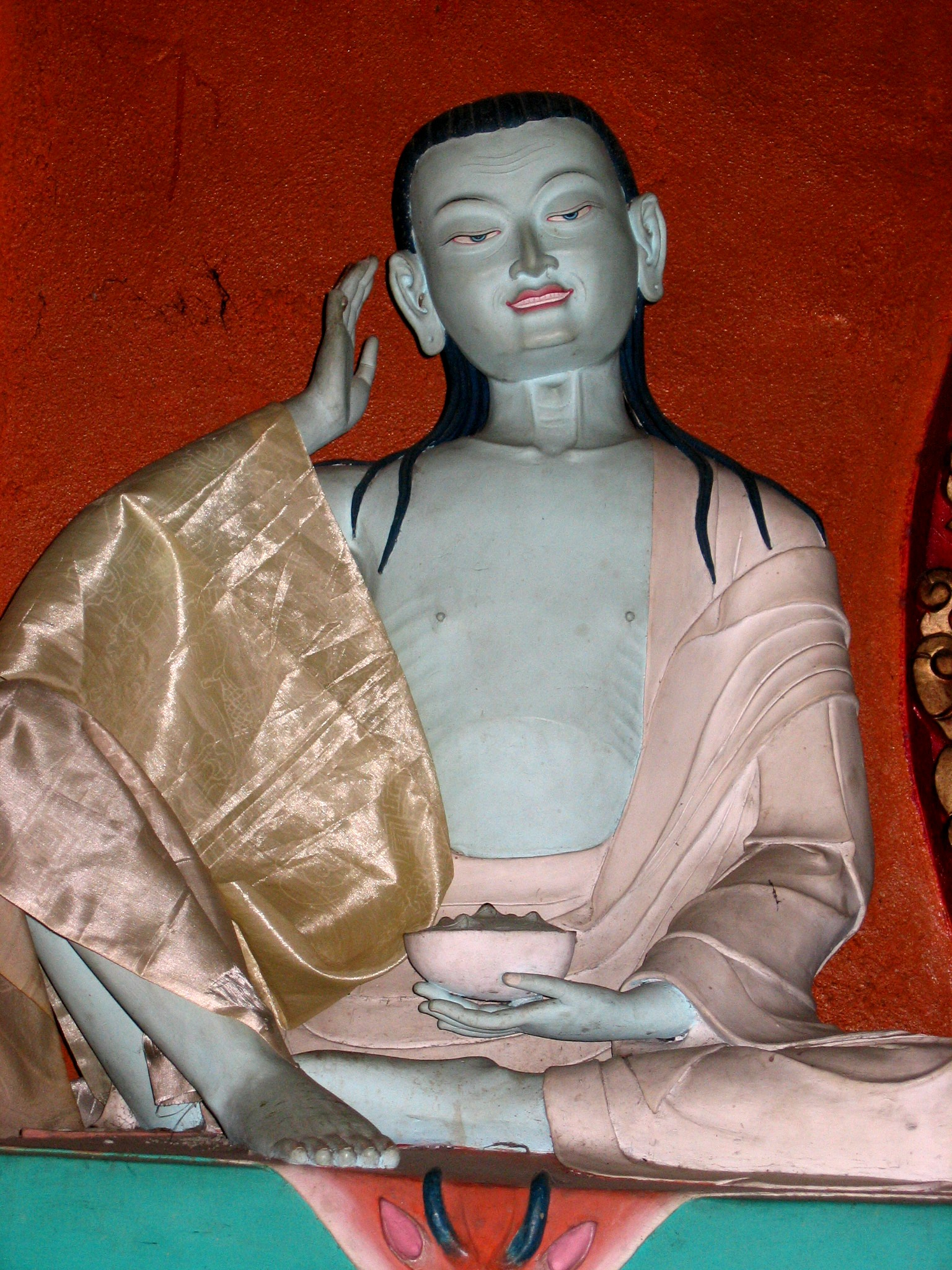
Statue Milarepas in der Milarepa Gompa in Nepal